# هارون سيمبسون (مصارع رياضي)
هارون سيمبسون (بالإنجليزية: Aaron Simpson) هو مصارع رياضي أمريكي، ولد في 20 يوليو 1974 في غونيسون في الولايات المتحدة.

## وصلات خارجية
- هارون سيمبسون على موقع يو إف سي (الإنجليزية)
- هارون سيمبسون على موقع شيردوغ (الإنجليزية)
- هارون سيمبسون على موقع قاعدة بيانات المصارعة الدولية (الإنجليزية)
- هارون سيمبسون على موقع IMDb (الإنجليزية)
- هارون سيمبسون على موقع قاعدة بيانات الفيلم (الإنجليزية)